# 1972-es magyar öttusabajnokság
Az 1972-es magyar öttusabajnokságot június 4. és 8. között rendezték meg. A viadalt Horváth László nyerte meg, akinek ez volt az első egyéni bajnoki címe. A csapatversenyt az Újpesti Dózsa nyerte.

## Eredmények

### Férfiak

#### Egyéni
| Hely | Név               | Klub          | Eredmény |
| ---- | ----------------- | ------------- | -------- |
| 1.   | Horváth László    | Újpesti Dózsa | 5192     |
| 2.   | Balczó András     | Csepel SC     | 5115     |
| 3.   | Pethő László      | Újpesti Dózsa | 5090     |
| 4.   | Kelemen Péter     | Újpesti Dózsa | 5071     |
| 5.   | Plank Gábor       | Bp. Honvéd    | 4991     |
| 6.   | Móczár István     | Bp. Honvéd    | 4991     |
| 7.   | Bakó Pál          | Bp. Honvéd    | 4981     |
| 8.   | Maracskó Tibor    | Csepel SC     | 4958     |
| 9.   | Villányi Zsigmond | Csepel SC     | 4845     |
| 10.  | Láncos László     | Csepel SC     | 4817     |

#### Csapat
| Hely | Név                                              | Klub                  | Eredmény |
| ---- | ------------------------------------------------ | --------------------- | -------- |
| 1.   | Pethő László, Kelemen Péter, Horváth László      | Újpesti Dózsa         | 15 041   |
| 2.   | Maracskó Tibor, Villányi Zsigmond, Balczó András | Csepel SC             | 14 592   |
| 3.   | Kaiser László, Bakó Pál, Móczár István           | Bp Honvéd             | 14 415   |
| 4.   |                                                  | Székesfehérvári Volán | 13 023   |
| 5.   |                                                  | MAFC                  | 11 670   |